# Einband-Europameisterschaft 1976

Logo CEB (ausrichtender Verband)

Veranstaltungsort: Moyeuvre-Grande

Die Einband-Europameisterschaft 1976 war das 24. Turnier in dieser Disziplin des Karambolagebillards und fand vom 19. bis zum 22. Februar 1976 in Moyeuvre-Grande statt. Es war die zweite Einband-Europameisterschaft in Frankreich. 

## Geschichte
Mit einer soliden Leistung verteidigte Christ van der Smissen in Moyeuvre-Grande seinen Titel. In den entscheidenden Partien hatte er immer die wichtigen Punkte Vorsprung bei nur einer Niederlage gegen Johann Scherz.  Francis Connesson vergab seine Siegchancen durch eine unnötige Niederlage gegen den Spanier Javier Arenaza. Der Ex-Europameister Ludo Dielis war nicht so souverän wie gewohnt und verlor gegen van der Smissen, Connesson und Dieter Müller. Der Berliner spielte ein gutes Turnier und startete mit drei Siegen ins Turnier. Sein Pech war, das die nächsten drei Gegner gegen ihn ihre jeweils beste Turnierleistung ablieferten. Er stelle aber mit 96 einen neuen deutschen Rekord in der Höchstserie auf.

## Turniermodus
Es wurde im Round Robin System bis 200 Punkte gespielt. Es wurde mit Nachstoß gespielt. Damit waren Unentschieden möglich.
Bei MP-Gleichstand wird in folgender Reihenfolge gewertet:
1. MP = Matchpunkte
2. GD = Generaldurchschnitt
3. HS = Höchstserie

## Abschlusstabelle
| MP    | Match Points (Sieger = 2; Unentschieden = 1; Verlierer = 0) |
| Pkte. | Erzielte Karambolagen                                       |
| Aufn. | Benötigte Versuche                                          |
| GD    | Generaldurchschnitt                                         |
| BED   | Bester Einzeldurchschnitt eines Spielers                    |
| HS    | Höchstserie                                                 |
|       | Bester GD des Turniers                                      |
|       | Bester ED des Turniers                                      |
|       | Beste HS des Turniers                                       |
|       | 1. Platz (Gold)                                             |
|       | 2. Platz (Silber)                                           |
|       | 3. Platz (Bronze)                                           |

| Platz                     | Name                   | MP   | Pkte. | Aufn. | GD    | BED   | HS |
| ------------------------- | ---------------------- | ---- | ----- | ----- | ----- | ----- | -- |
| 1                         | Christ van der Smissen | 12:2 | 1377  | 169   | 8,14  | 12,50 | 78 |
| 2                         | Francis Connesson      | 10:4 | 1301  | 158   | 8,23  | 16,66 | 56 |
| 3                         | Ludo Dielis            | 8:6  | 1266  | 125   | 10,12 | 18,18 | 61 |
| 4                         | Dieter Müller          | 8:6  | 1133  | 156   | 7,26  | 7,69  | 96 |
| 5                         | Johann Scherz          | 6:8  | 1159  | 153   | 7,57  | 15,38 | 57 |
| 6                         | Hans Vultink           | 6:8  | 1250  | 187   | 6,68  | 7,40  | 45 |
| 7                         | Roland Dufetelle       | 4:10 | 1055  | 170   | 6,20  | 9,09  | 69 |
| 8                         | Javier Arenaza         | 2:12 | 808   | 172   | 4,69  | 8,00  | 39 |
| Turnierdurchschnitt: 7,24 |                        |      |       |       |       |       |    |